# 오산대역로
오산대역로(Osandaeyeok-ro)는 경기도 오산시 신장동 금암교차로와 경기도 오산시 내삼미동(행정동 신장동) 산5-3을 잇는 도로이다. 도로의 명칭은 이 도로가 오산대역을 가로지른다는 것에서 유래되었다.

## 연혁
- 2021년 7월 12일: 도로명으로 오산대역로를 고시

## 주요 경유지
경기도
- 오산시 (신장동)

## 주요 건물 및 시설
- 수청초등학교 (경기도 오산시 오산대역로 123)